# Ritterkanton Hegau-Allgäu-Bodensee

Codex diplomaticus equestris cum continuatione, oder Reichs-Ritter-Archiv, 1721

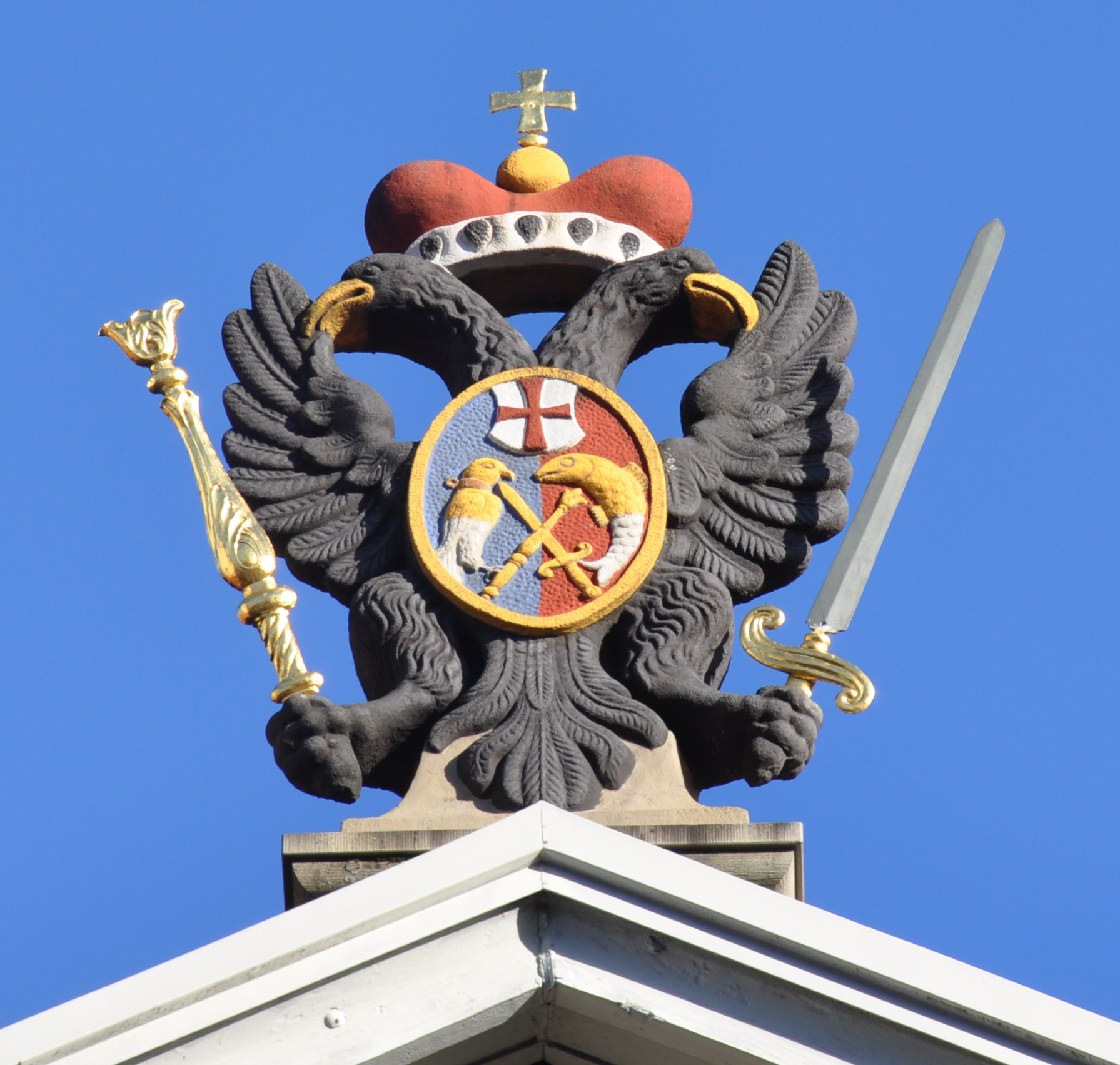
Wappen des Ritterkantons am Ritterhaus in Wangen

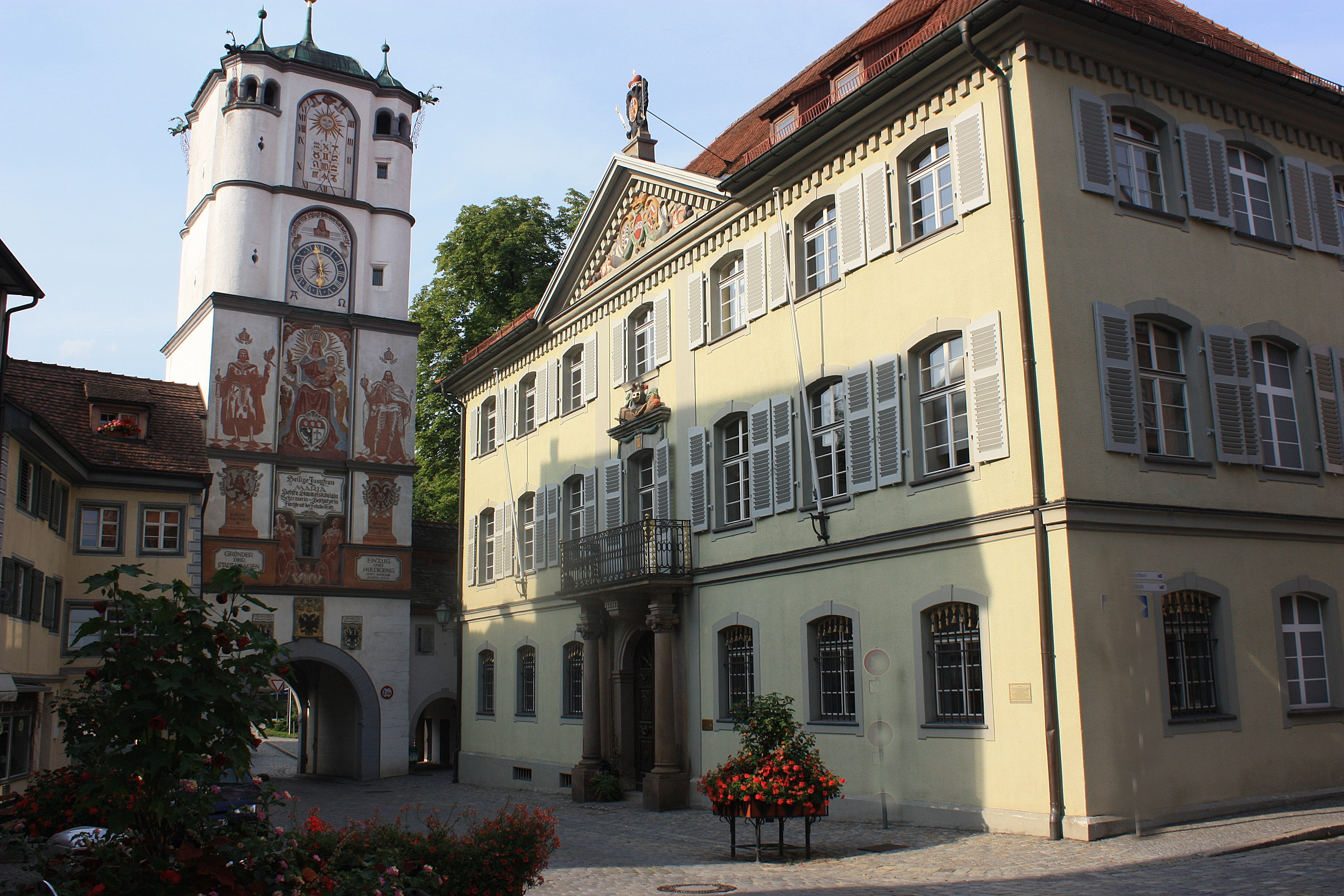
Das Ritterhaus neben dem Ravensburger Tor in Wangen

Als Ritterkanton Hegau-Allgäu-Bodensee oder Hegauische Ritterschaft wird ein korporativer Zusammenschluss ritterlicher Adelsfamilien in den süddeutschen Regionen nördlich des Bodensees bezeichnet. Seit dem hohen Mittelalter waren sie als Dienstmannen verschiedener Reichsfürsten in die Ministerialität aufgestiegen. Anders als viele ihrer niederadligen Standesgenossen konnten sie sich aus der Landstandschaft lösen; bis zur Mediatisierung der Ritterschaft hatten sie die Lehensherrschaft über zahlreiche Ortschaften und Güter im inne. Als Reichsritter waren sie reichsunmittelbar, hatten aber nicht die Reichsstandschaft, d. h., sie waren nicht auf dem Reichstag vertreten.
Die reichsritterschaftlichen Territorien und damit auch der Ritterkanton Hegau-Allgäu-Bodensee wurden im Zuge der Mediatisierung am Ende des Heiligen Römischen Reiches 1806 aufgelöst; die Landeshoheit ging an Baden, Württemberg und Bayern über, die Reichsritter wurden dem landständischen Adel gleichgestellt.

## Administrative Zugehörigkeit, Untergliederung, Sitze
Die freie Reichsritterschaft in Südwestdeutschland gliederte sich seit dem 16. Jahrhundert – analog zu den Reichskreisen – in einen rheinischen, fränkischen und schwäbischen Ritterkreis, der sich wiederum aus verschiedenen Kantonen zusammensetzte. Der Schwäbische Ritterkreis untergliederte sich in die Kantone Donau, Hegau-Allgäu-Bodensee, Neckar-Schwarzwald, Kocher und Kraichgau.
Da die zusammengeschlossenen Adligen überwiegend in regionalen Zusammenhängen Politik machten, heirateten, Besitz besaßen etc. war der Kanton die weitaus wichtigste Ebene in der Organisation der Reichsritterschaft. Der Ritterkanton Hegau-Allgäu-Bodensee gehörte zum Schwäbischen Ritterkreis. Seine Entstehung im 15. Jahrhundert steht möglicherweise im Zusammenhang mit dem loseren Zusammenschluss schwäbischer Adliger im St. Jörgenschild. Der Ritterkanton hatte zwei Bezirke oder Quartiere:
1. Quartier Hegau mit Sitz im Ritterschaftshaus (heute Amtsgericht) zu Radolfzell. Hier war zugleich der Sitz des Kantonsdirektoriums und des Kantonshauptmanns.
2. Quartier Allgäu-Bodensee mit Sitz und Kanzlei in Wangen im Allgäu.

## Besonderheiten, Geschichte
Eine Besonderheit dieses Ritterkantons innerhalb Schwabens scheint das Festhalten der vertretenen Familien an der katholischen Konfession zu sein, was durch die Nähe der habsburgischen (oberösterreichischen) Territorien und die somit „natürliche“ Anlehnung an Wien erklärt werden könnte. Dadurch konnten nachgeborene Kinder geistliche Karrieren in den zahlreichen geistlichen Stiften der Region wie Augsburg, Konstanz und Kempten einschlagen.
Im Hegauer Krieg trafen 1441 der Schwäbische Städtebund und die Hegauer Ritterschaft aufeinander.
Im Schweizerkrieg stand die Hegauer Ritterschaft in vorderster Front gegen die Eidgenossen.
Im Deutschen Bauernkrieg kämpften die Ritter des Kantons gegen die Oberschwäbischen und Allgäuer Bauernhaufen.

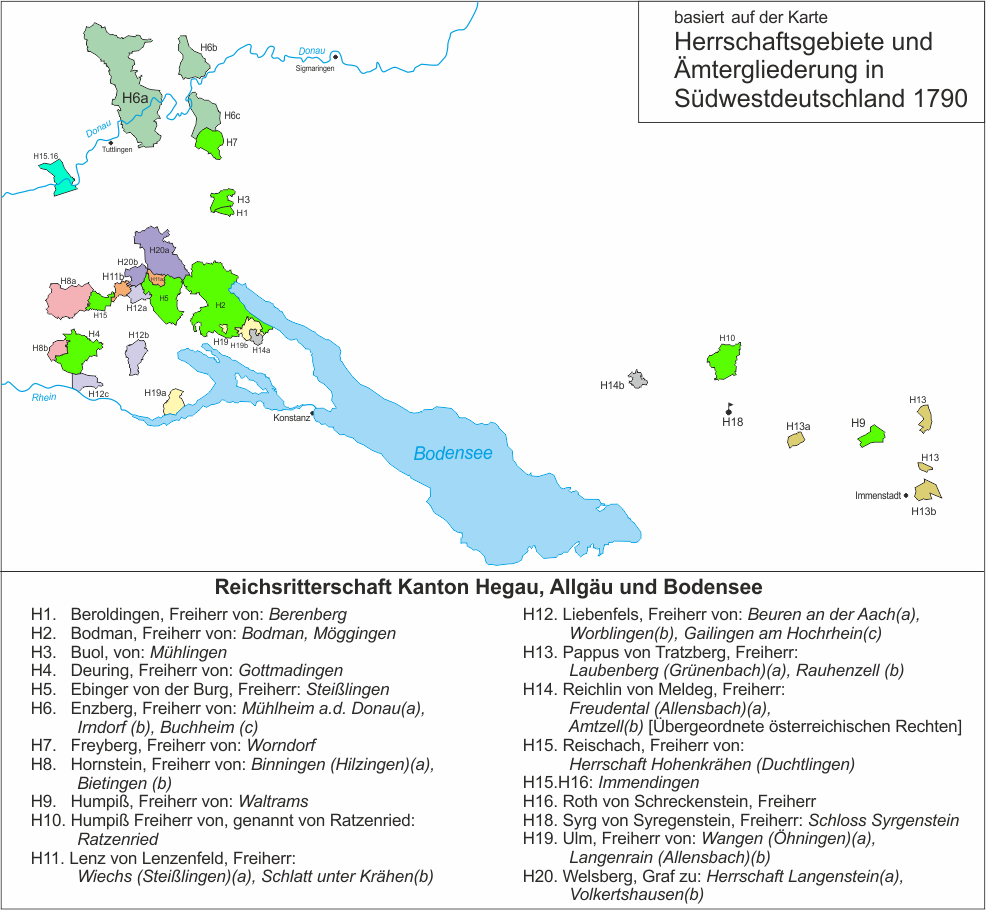
Gebiete de Reichsritterschaft Kanton Hegau, Allgäu und Bodensee

## Adelsfamilien, die dem Ritterkanton angehörten
- von Beroldingen
- von Bodman
- von Enzberg
- Ebinger von der Burg
- von Freyberg
- von Häffner
- von Hornstein
- Humpis
- von Klingenberg
- von Krafft
- Grafen von Montfort-Tettnang, für das Rittergut Schomburg
- Pappus von Tratzberg, für die Herrschaft Rauhenzell
- von Praßberg
- von Rodt
- von Eisenburg
- von Schellenberg
- Schenken von Stauffenberg
- Grafen von Sulz
- Syrg von Syrgenstein